# Wokolida
Wokolida (gr. Βοκολίδα, tur. Bafra) – wieś na Cyprze, w dystrykcie Famagusta. De facto znajduje się pod kontrolą Tureckiej Republiki Cypru Północnego.